# Фролова, Светлана Ильинична
Светлана Ильинична Фролова (род. 1968) — российская пловчиха в ластах, заслуженный мастер спорта России.

## Карьера
Выступала в соревнованиях по скоростному плаванию в ластах за СК ВМФ. Тренировалась у В. А. Клунного и П. А. Зимовского.
Двукратная чемпионка мира (1986), шестикратная чемпионка Европы (1987, 1989, 1991).
Многократный призёр чемпионатов СССР, СНГ, России.
Выпускница Университета физической культуры имени Лесгафта.
По окончании карьеры в 1994 году занялась тренерской работой.